# Bubbl.us

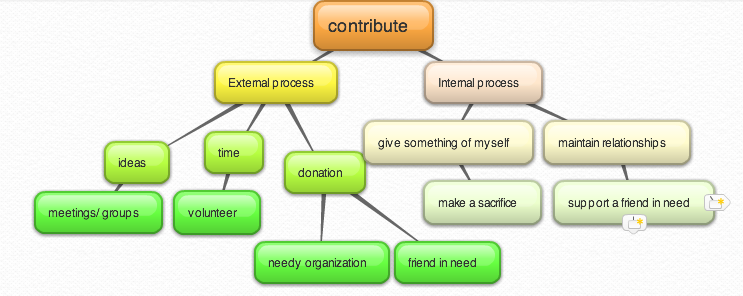
Карта знань

Bubbl — сервіс для створення карт пам'яті Bubbl.us дозволяє організовувати дані за допомогою побудови схем.
Робоче поле Bubbl.us являє собою великий чистий аркуш, на якому користувач може накидати різнокольорові квадратики, підписати їх і пов'язати між собою різними зв'язками. Подібно до Visio чи Gliffy. Але на відміну від цих двох сервісів, bubbl.us не дозволяє розміщувати на аркуші різні види елементів, а обмежується тільки прямокутниками. Створена схема легко масштабується і рухається по екрану. Управляти квадратиками можна не тільки мишкою, але клавіатурою, використовуючи гарячі клавіші. Існує також функціонал автоматичного розміщення елементів схеми.
Кожен користувач може створити будь-яку кількість схем. Їх список розміщується у правій частині екрана. До кожної схеми можна надати доступ іншим користувачам. Також схему можна експортувати у растрове зображення (JPG або PNG), в XML або в HTML. Зворотний процес — імпорт — доступний тільки з файлів XML.
Обмеження безкоштовної версії — існує можливість створення тільки трьох аркушів.

## Використання
bubbl.us призначено для
- створення наочних карт знань, схем, блоків онлайн;
- організування сумісної праці по створенню ескізу карти знань;
- розміщення карти знань у блозі або на сайті;
- відсилання її електронною поштою;
- зберігання карти знань як зображення;
- роздрукування виділеної частини схеми, або всю схему.